# Nucleosoma

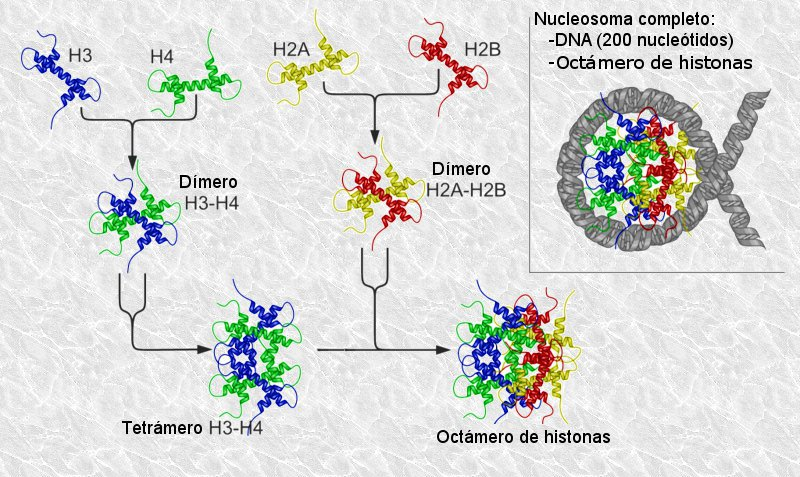
Estructura del nucleosoma.

El nucleosoma és una estructura que constitueix la unitat fonamental i essencial de la cromatina, que és la forma d'organització de l'ADN en els eucariotes.
Els nucleosomes estan formats d'un nucli proteic constituït per un octàmer d'histones, proteïnes fortament bàsiques i força conservades filogenèticament. L'octàmer està format per dues molècules de cada histona (H2A, H2B, H3 i H4). La modificació covalent d'aquestes histones és un dels canvis epigenètics que es produeixen a la cromatina.
Fent servir el microscopi electrònic, s'hi veu com un rosari o collaret de perles, ja que és formada per la doble hèlix d'ADN enrotllada embolcallant octàmers d'histona. Entre dos nucleosomes successius hi ha un ADN separador.
L'enrotllament de la molècula d'ADN entorn del nucleosoma redueix fins a 6 cops la longitud de la cadena d'ADN.
El 1974 Roger Kornberg descriví el nucleosoma i les proves que va fer servir per això foren:
- La cromatina conté gairebé el mateix nombre de molècules d'histones H2A, H2B, H3 i H4 i mai més de la meitat de H1.
- La cristal·lografia de raigs X indica que en la cromatina existeix una estructura regular que es repeteix cada 100 Å sobre la fibra. Aquest mateix patró s'observa quan l'ADN purificat es barreja amb quantitats equimolars d'histones, excepte H1.
- Micrografies electròniques de la cromatina revelen que consisteix en partícules de gairebé 100 Å de diàmetre connectades mitjançant ADN i són aparentment els responsables del patró de raig X.
- Controlant el temps de digestió de la cromatina amb la nucleasa de micrococ (que trenca l'hèlix doble de l'ADN), s'hi obtenen fragments de vora 200 parells de bases (quantificat mitjançant experiències d'electroforesi en gel).

Les observacions de Kornberg el portaren a concloure que el nucleosoma el formen l'octamèr (H2A)2(H2B)2(H3)2(H4)2, en més de gairebé 200 parells de bases d'ADN.
Quan l'ADN es replica in vivo, les cadenes filles són incorporades immediatament en nucleosomes.